# Шрётер, Павел Данилович
Павел Данилович Шрётер (нем. Paul Eberhard Schröter; 1775—1849) — русский архитектор немецкого происхождения, работавший в Санкт-Петербурге.

## Биография
Родился в 1775 (или 1776) году в семье кондитера-немца Даниила Павловича Шрётера.
Учился в Петришуле. Затем в течение трёх лет «на своем коште» изучал архитектуру и рисование в Академии художеств. В 1793 году досрочно завершил учёбу в Академии, получил аттестат и начал карьеру архитектурным учеником у Чарльза Камерона. В конце XVIII — начале XIX века работает в Павловске. 15 августа 1804 года подал прошение об увольнении и в период с 1805 по 1817 годы занимается частной практикой. Одним из крупных заказчиков Шрётера был В. А. Всеволожский.
Умер 6 января 1849 года.

## Работы
- Постройки в Павловске.

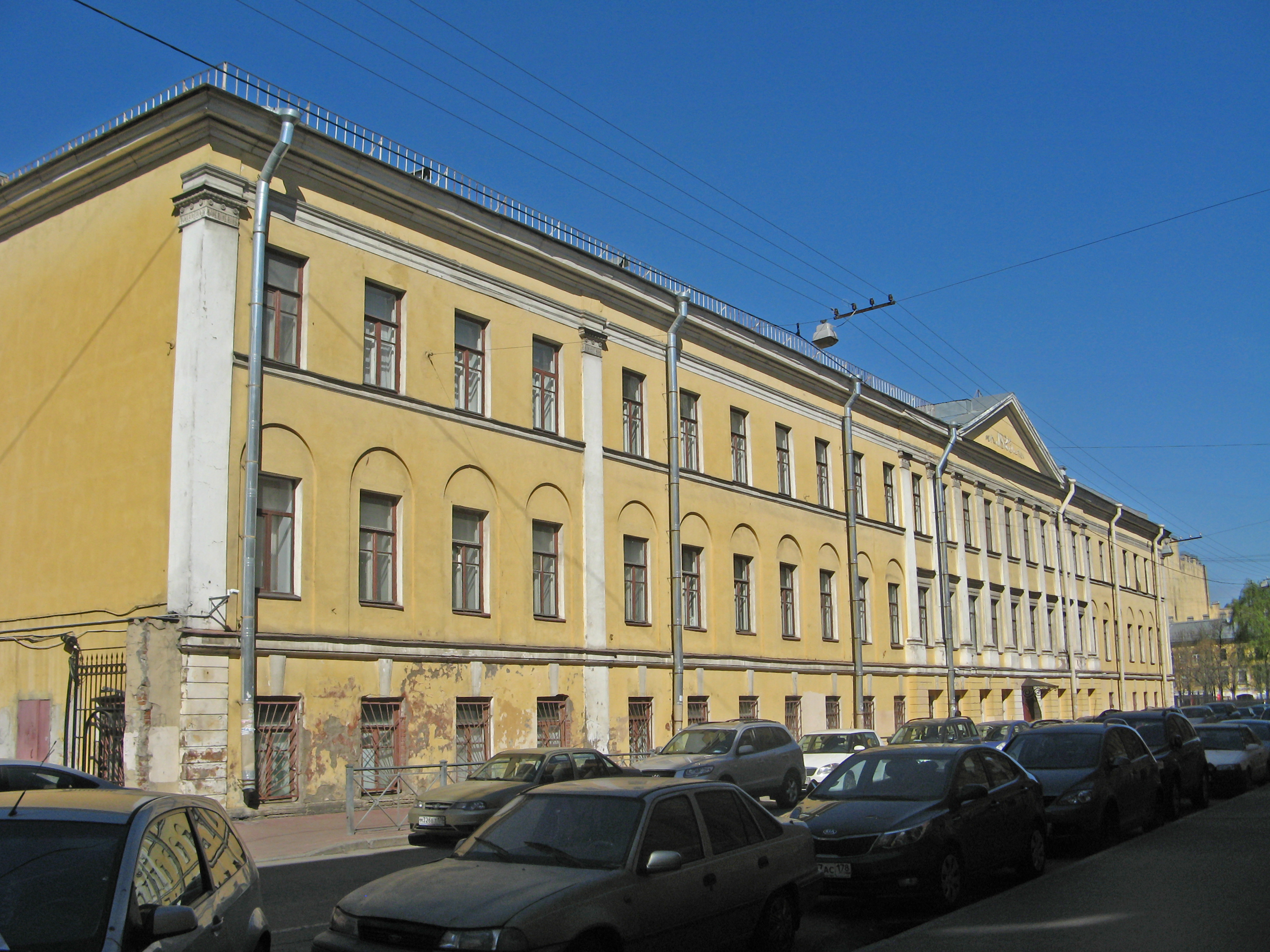
Здание 3-й Санкт-Петербургской гимназии

- «План заводского и сельского строения» в Пожве, 1811 г.
- Дом Всеволожского в Пожве, 1812—1817 гг.
- Дом Всеволожских в Рябове, 1818—1822 гг., сгорел в 1927 г.
- Дом Хованской (пр. Римского-Корсакова, 35)[1], 1820—1822 гг.
- Здание 3-й гимназии (Гагаринская улица, 23)[2], 1822 г.
- Лермонтовский пр., 10[3], 1822 г.
- Перестройка здания Духовно-учебного управления на Невском пр., 59[4], 1822—1823 гг.